# Stopa legionáře
Stopa legionáře (a Stopa legionáře 2) je dvousvazková publikace věnovaná stému výročí vzniku československých legií. Autorem obou svazků je Zdeněk Ležák, kresby pro první a druhý svazek vytvořil výtvarník Michal Kocián. Grafickou úpravu a tiskovou přípravu obou svazků zpracoval Pavel Růt. První svazek vydalo nakladatelství Argo v Praze v roce 2014 (první vydání) jako svoji 2441. publikaci, svazek druhý (rovněž první vydání) vyšel o rok později jako 2789. publikace téhož nakladatelství.

## Stopa legionáře
První svazek (nese podtitul "Příběh československých legionářů") je výpravný stostránkový komiks, který případného čtenáře zavede do doby o sto let zpět a to na všechna dějinně významná místa první světové války, kde českoslovenští legionáři bojovali anebo tam, kde se formovaly události související se vznikem samostatného Československa. Děj komiksu se opírá o historicky známá fakta a rovněž čerpá i z autentických pamětí legionářů. Příběh komiksu tvoří chronologický sled hlavních událostí spojených se založením České družiny (jako zárodku československých legií v Rusku), se spontánním vznikem legií v Paříži (vznik roty Nazdar) a také s formování legií v řadách československých válečných zajatců v Itálii. Plastičnost díla je podtržena i tím, že komiks zasazuje dění kolem československých legií do politických souvislostí, které vedly k "Velké válce", k bolševické revoluci v Rusku, k rozpadu Rakouska-Uherska a ke vzniku samostatného státu Čechů a Slováků. Čtenáře provází komiksem dva fiktivní vypravěči: český voják - mladý poručík Fanda a jeho kůň - mluvící vojenská klisna Kira.  Časově zahrnuje první svazek příběh československých legií od jejich vzniku v roce 1914 až do konce sibiřské anabáze (do počátku dvacátých let 20. století.) Končí odjezdem posledních kontingentů legionářů z Vladivostoku transportními loďmi do Československa.

### Naučná stránka komiksu
Tento populárně naučný komiks postihuje velké časové období. Informace předávané čtenáři (určeno hlavně mladé generaci) jsou ucelené, hutné, dostatečně výmluvné a mnohdy jsou předkládány i s nadhledem a humorem. Jednotlivé stránky komiksu jsou značně edukativní a místy poněkud emotivní s jistou dávkou patosu.

### Osobnosti
Komiks zachycuje nejen přelomové momenty válečné, ale jsou zde zmíněny (či jsou do děje přímo zasazeny) i politicky významné osobnosti jako např. Klement Gottwald, Ludvík Svoboda, T. G. Masaryk, Milan Rastislav Štefánik, Edvard Beneš nebo spisovatel Jaroslav Hašek (v roli rudého komisaře). V komiksu Stopa legionáře se dále (byť jen okrajově) objeví například i další osobnosti: 
- Lev Davidovič Trockij
- Vladimir Iljič Lenin
- Žofie Chotková
- František Ferdinand d'Este
- František Josef I.
- Alexandr II. Nikolajevič
- Nikolaj Alexandrovič Chodorovič
- Michail Vasiljevič Alexejev
- Alexandr Fjodorovič Kerenskij
- Mikuláš II. Alexandrovič
- Alexandr Vasiljevič Kolčak
- Karel I.

## Stopa legionáře 2
Druhý svazek (nese podtitul "Osudy československých legionářů") volně navazuje na předchozí komiks (ale není čistě komiksový jako svazek první). Věnuje se životním příběhům konkrétních dvaceti vybraných osobností (československých legionářů), významných svojí historickou úlohou, kterou sehráli v armádě, politice, protifašistickém odboji a kultuře. Časově není kladen důraz jen na jejich činy v první světové válce a v legiích, ale líčení jejich životních osudů pokračuje dále a přesahuje tak do podstatné části 20. století (jsou rozprostřeny přes první a druhou republiku, německou okupaci, komunistickou éru až po rok 1968). Plastičnost osudů popsaných legionářských osobností je dokumentována jejich činy v období po roce 1918: někteří se zapojili do odboje za německé okupace, některým později zkřížili životní dráhu komunisté, jiní se zase vydali na cestu zla ať už na straně fašizmu či komunizmu. Úplný (nicméně však stručný) životopis každé z dvacítky osob je zachycen textem na prvních dvou stránkách. Následující čtyři stránky pak představují tu kterou osobnost v krátkém komiksovém příběhu, který je pro ni klíčový nebo ji jednoznačně charakterizující. 

### Dvacet osobností - dvacet osudů
V komiksu Stopa legionáře 2 jsou popsány osudy následujících československých legionářů:
- Josef Mašín (1896–1942)
- Antonín Mikuláš Číla (1883–1983)
- František Moravec (1895–1966)
- Ludvík Svoboda (1895–1979)
- Otakar Husák (1885–1964)
- Vojtěch Vladimír Klecanda (1888–1947)
- Jan Čapek (1876–1918)
- Vojtěch Luža (1891–1944)
- Sergej Nikolajevič Vojcechovský (1883–1951)
- Rudolf Medek (1890–1940)
- Otto Gutfreund (1889–1927)
- Emanuel Moravec (1893–1945)
- Stanislav Čeček (1886–1930)
- Heliodor Píka (1897–1949)
- Radola Gajda (1892–1948)
- Rudolf Viest (1890–1945)
- Sergej Jan Ingr (1894–1956)
- Karel Kutlvašr (1895–1961)
- Josef Jiří Švec (1883–1918)
- Jan Syrový (1888–1970)

Dvacet osobností – dvacet osudů
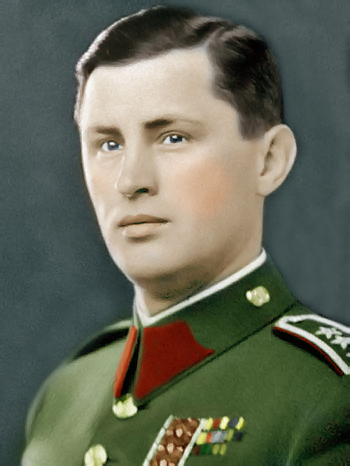
Josef Mašín (1896–1942)
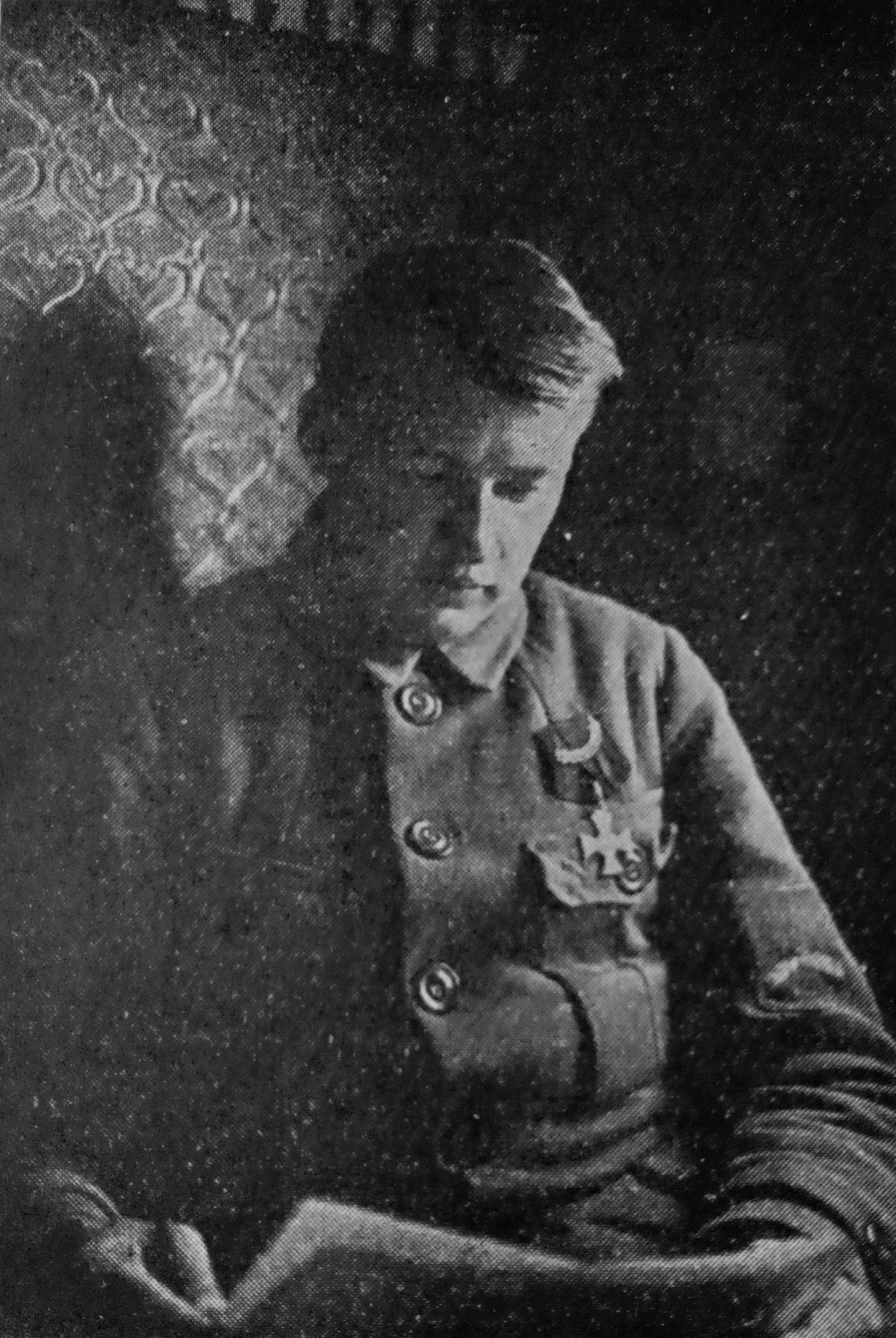
Antonín Mikuláš Číla (1883–1983)
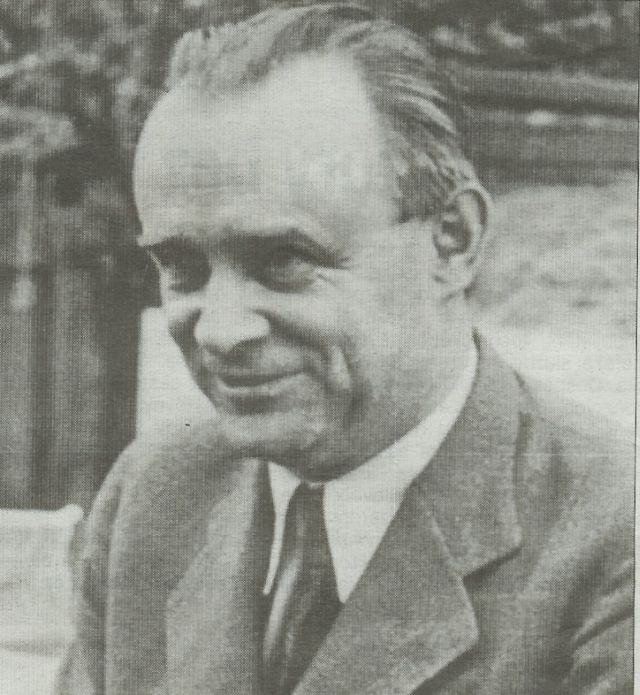
František Moravec (1895–1966)
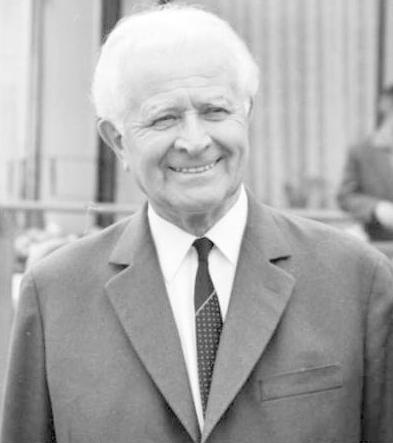
Ludvík Svoboda (1895–1979)
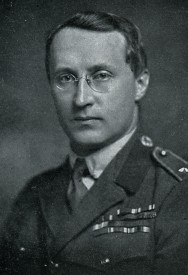
Otakar Husák (1885–1964)
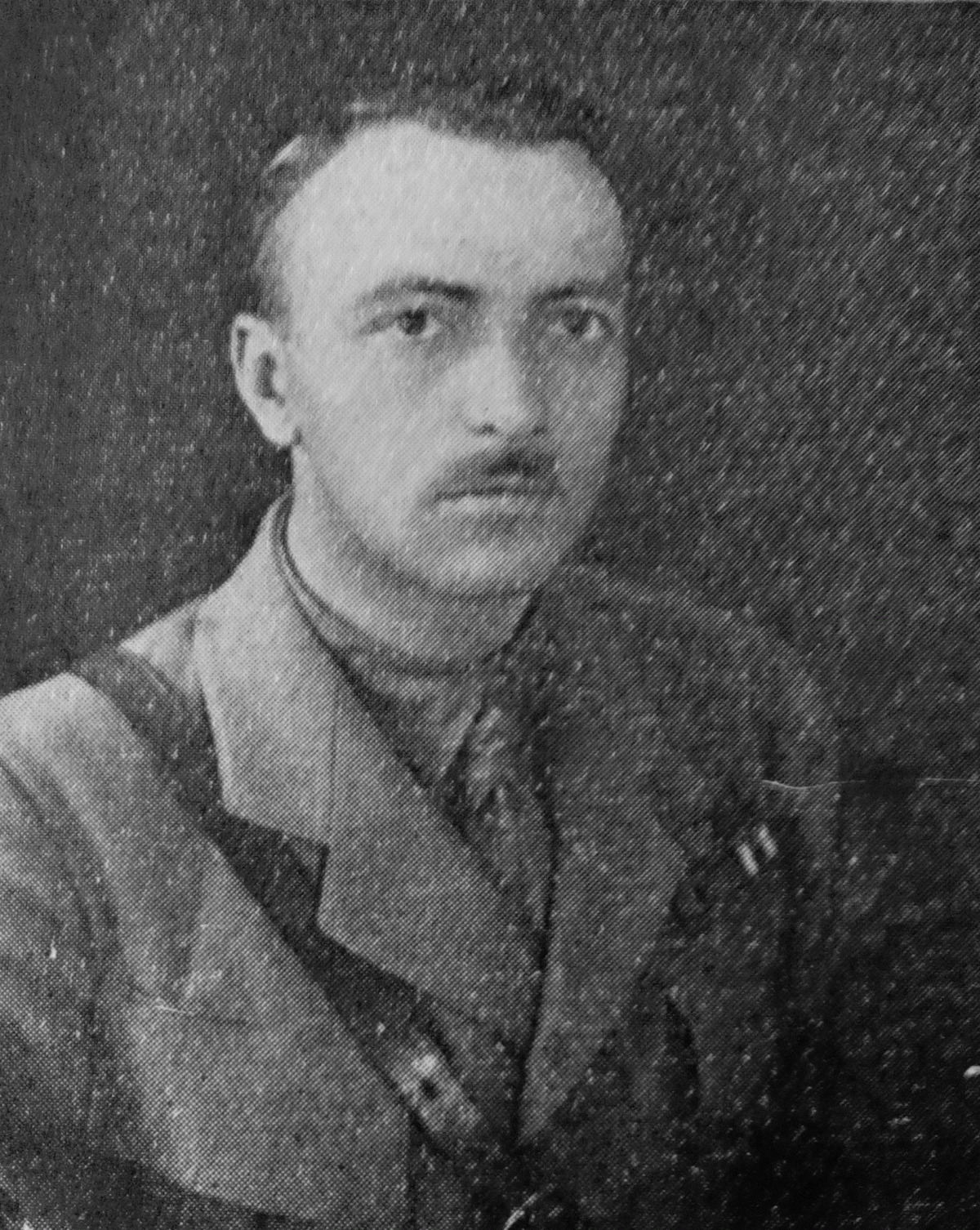
Vojtěch Vladimír Klecanda (1888–1947)
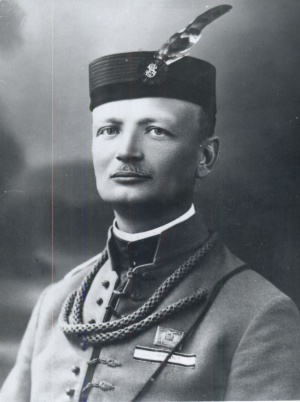
Jan Čapek (1876–1918)
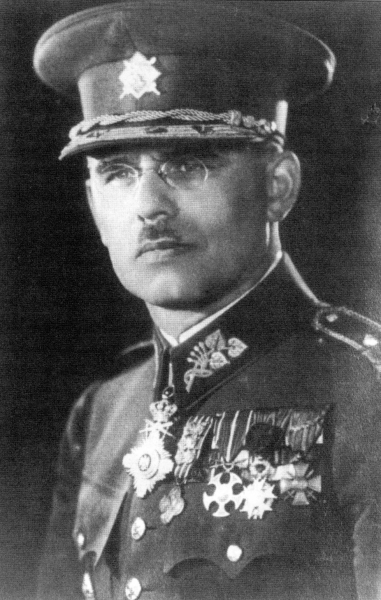
Vojtěch Luža (1891–1944)
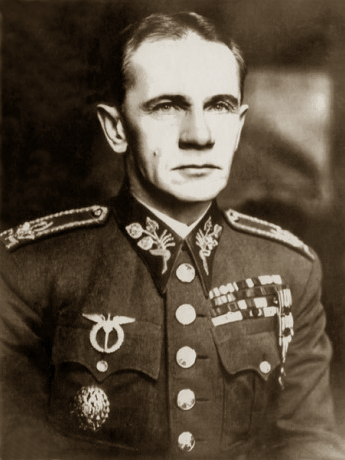
Sergej Nikolajevič Vojcechovský (1883–1951)
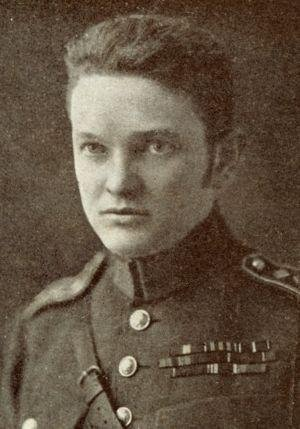
Rudolf Medek (1890–1940)
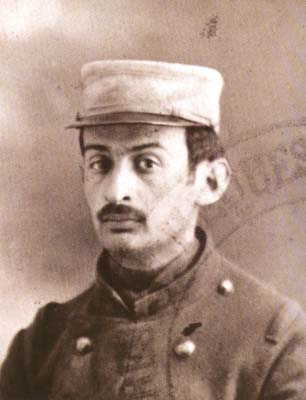
Otto Gutfreund (1889–1927)
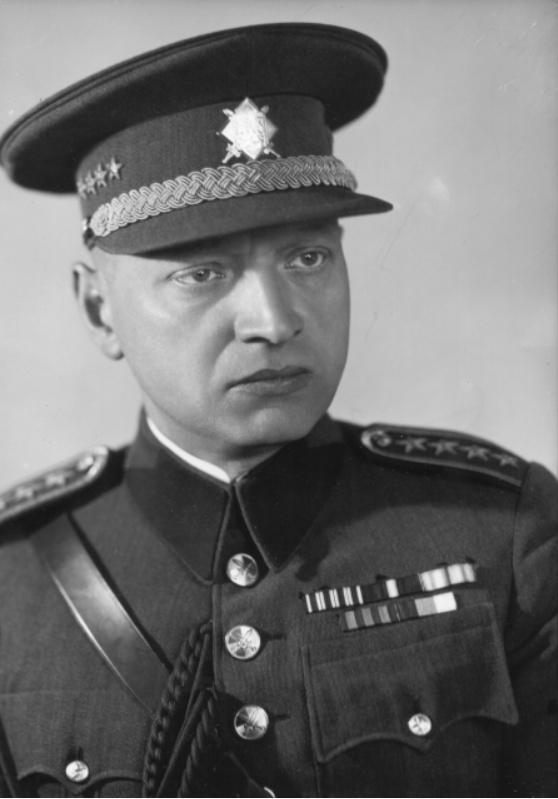
Emanuel Moravec (1893–1945)
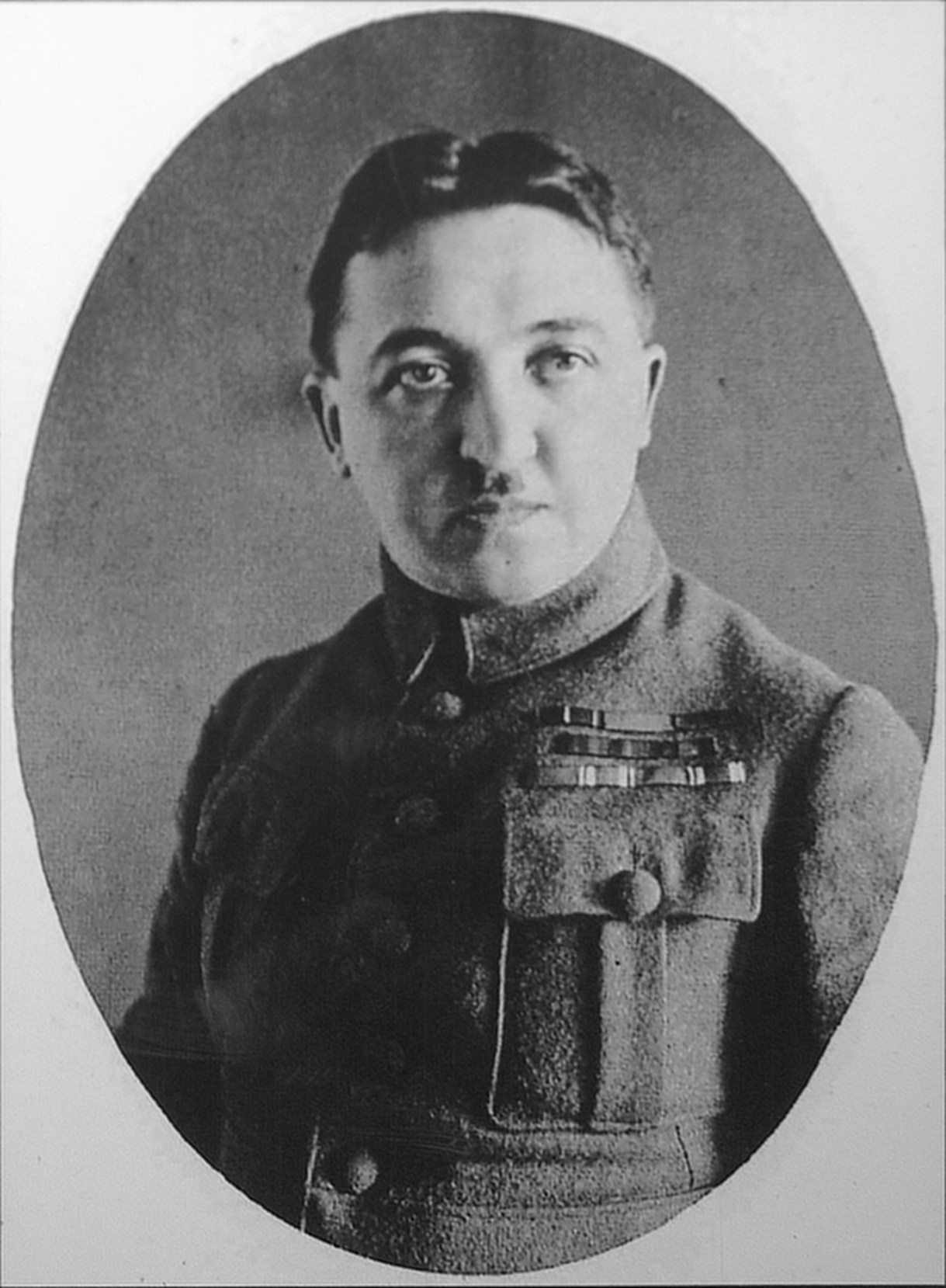
Stanislav Čeček (1886–1930)
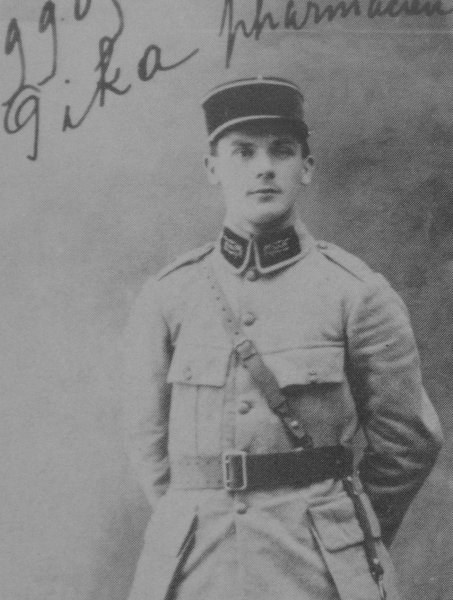
Heliodor Píka (1897–1949)
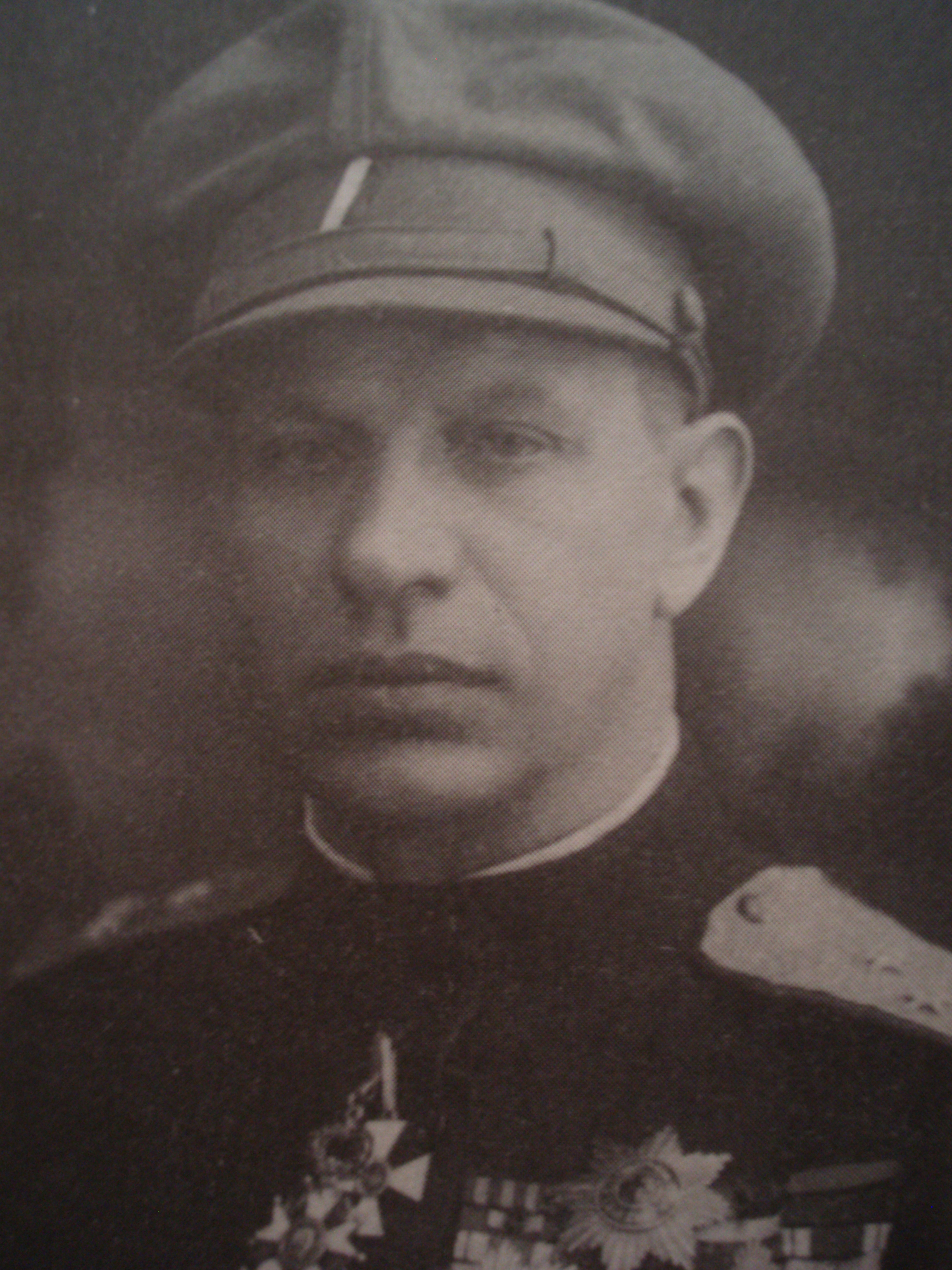
Radola Gajda (1892–1948)
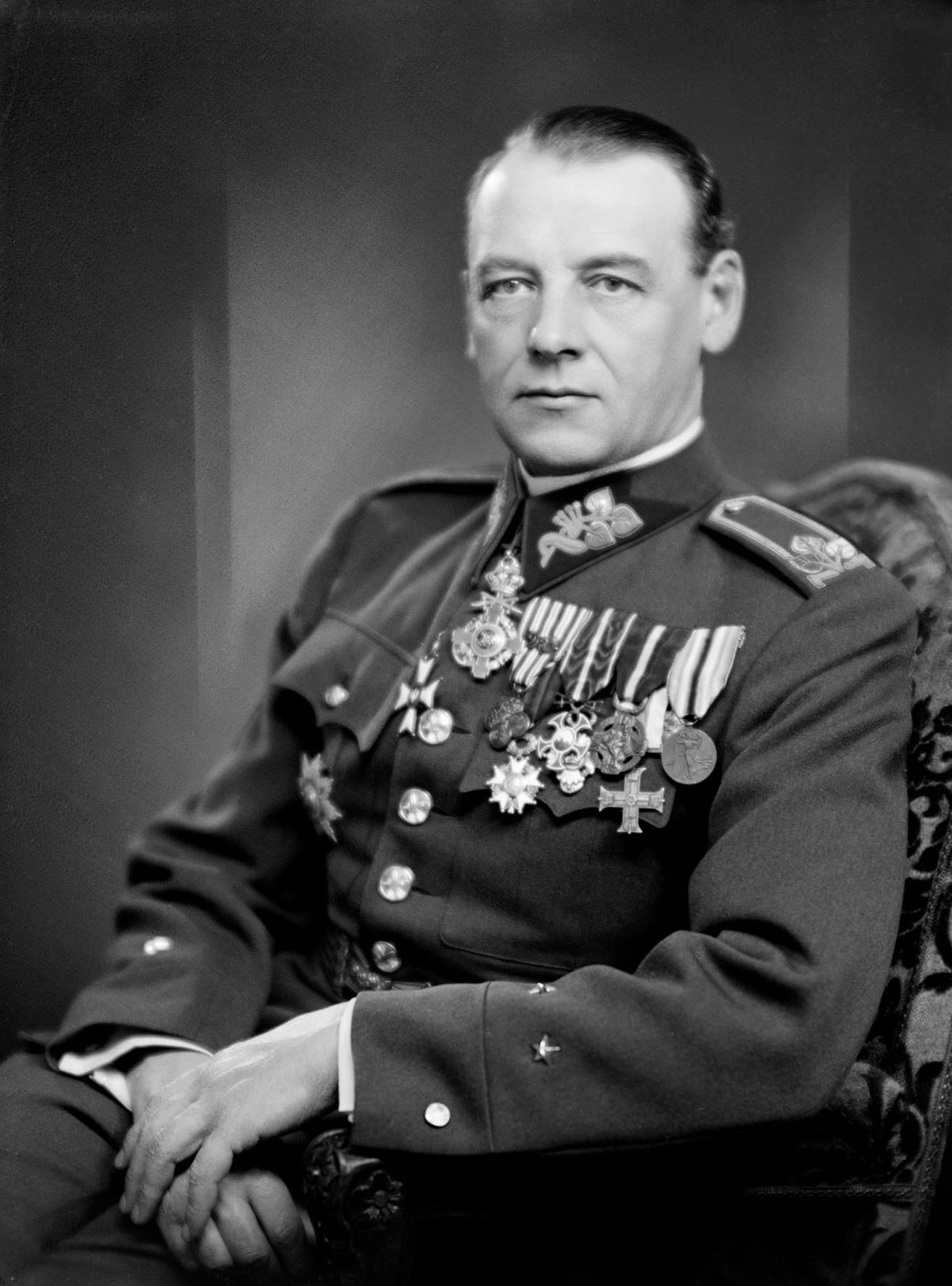
Rudolf Viest (1890–1945)
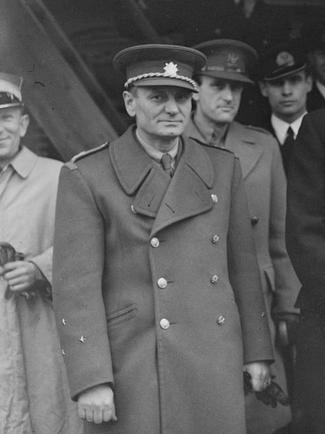
Sergej Jan Ingr (1894–1956)
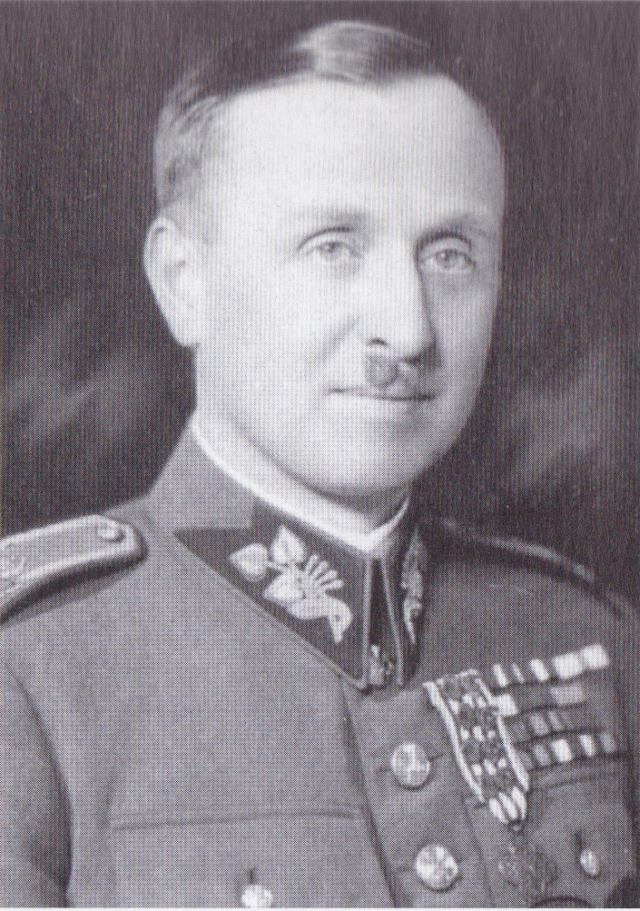
Karel Kutlvašr (1895–1961)
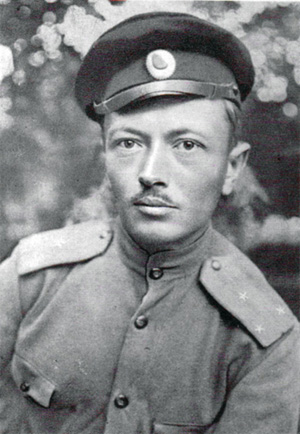
Josef Jiří Švec (1883–1918)
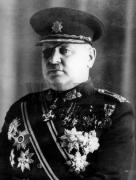
Jan Syrový (1888–1970)